# Chamelaucium uncinatum
Chamelaucium uncinatum (Schauer, 1844) è una pianta appartenente alla famiglia delle Myrtaceae, endemica dell'Australia Occidentale.

## Descrizione
È un arbusto elevato, recante fiori bianchi o rosa da giugno fino a novembre.

## Coltivazione
Questa pianta è relativamente resistente e abbastanza facile da coltivare in un clima mediterraneo con un buon terreno sabbioso e un aspetto solare. Può essere coltivata in aree di alta umidità, come a Sydney, ma tende ad avere vita breve. Ha la tendenza a cadere, e può aver bisogno di sostegno. È molto resistente alla siccità ed ha foglie aromatiche.